# Citytunneln
Ej att förväxla med Citybanan i Stockholm. För andra betydelser, se Citytunneln (olika betydelser).

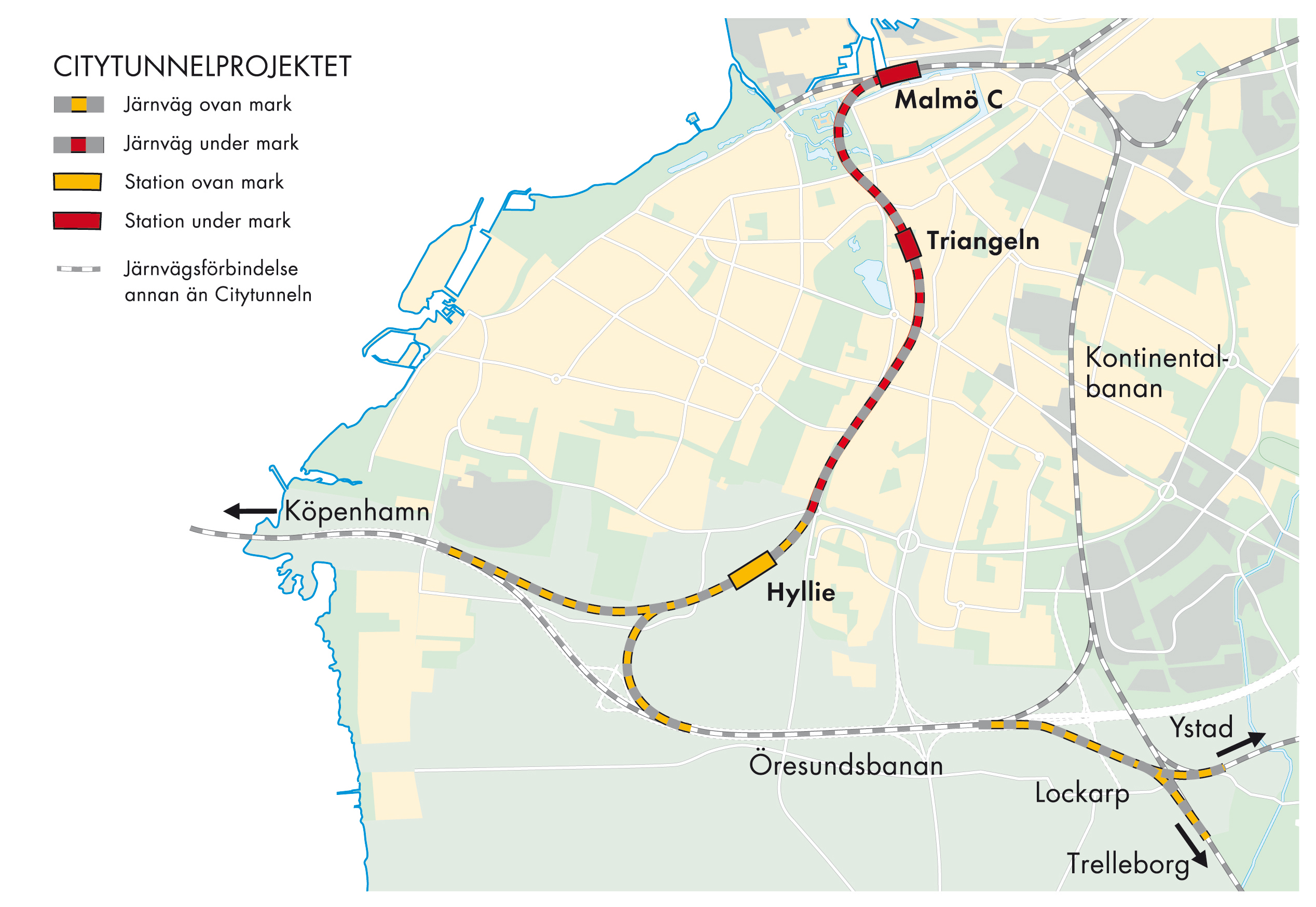
Citytunnelns sträckning. Spår under mark (i tunnel) är röda och spår ovan mark är gula. De gråa spåren är äldre spår.

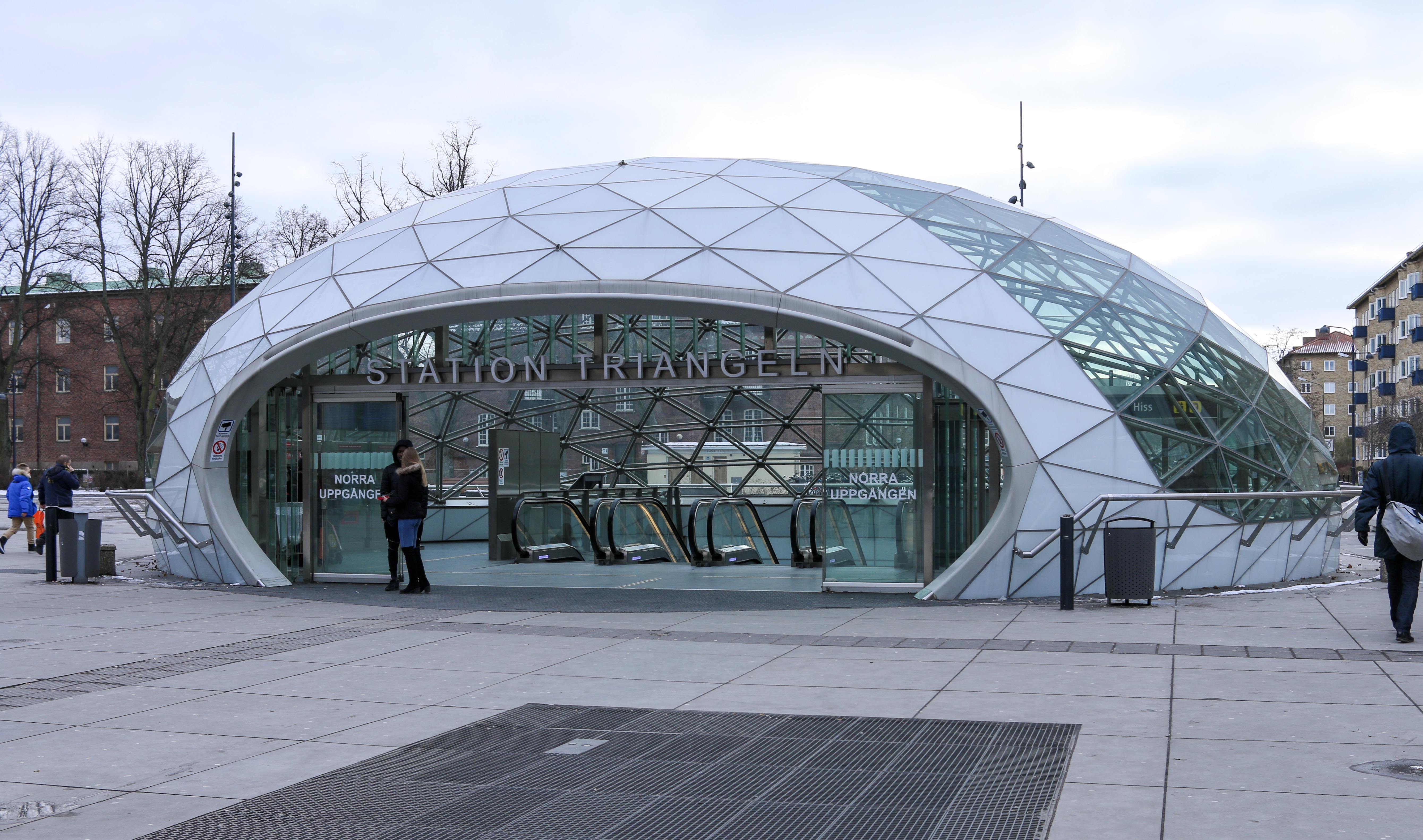
Station Triangeln, norra uppgången, ritad av FFNS/KHRAS arkitekter. Stationens tak är en Geodetisk kupol.

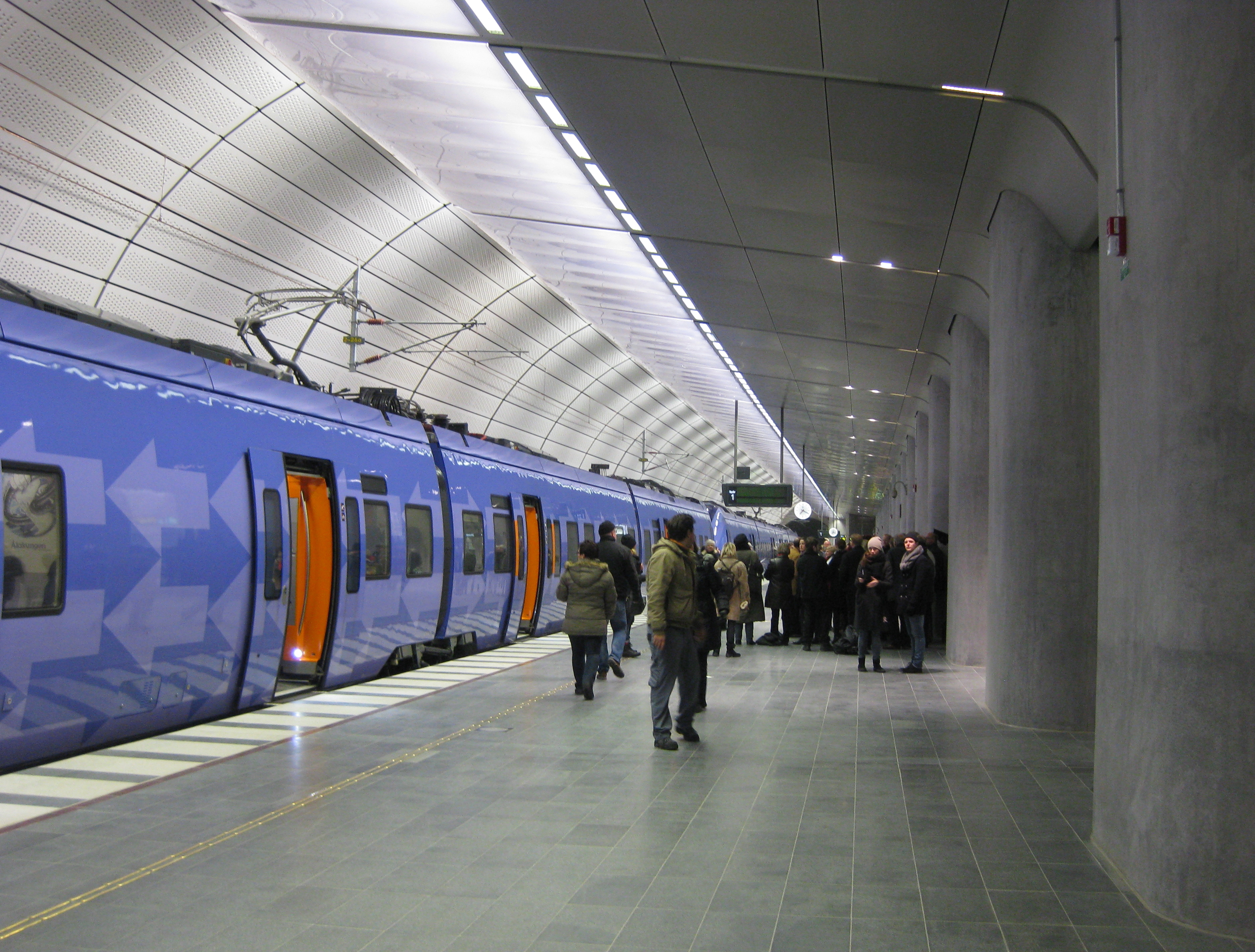
Pågatåg på station Triangeln.

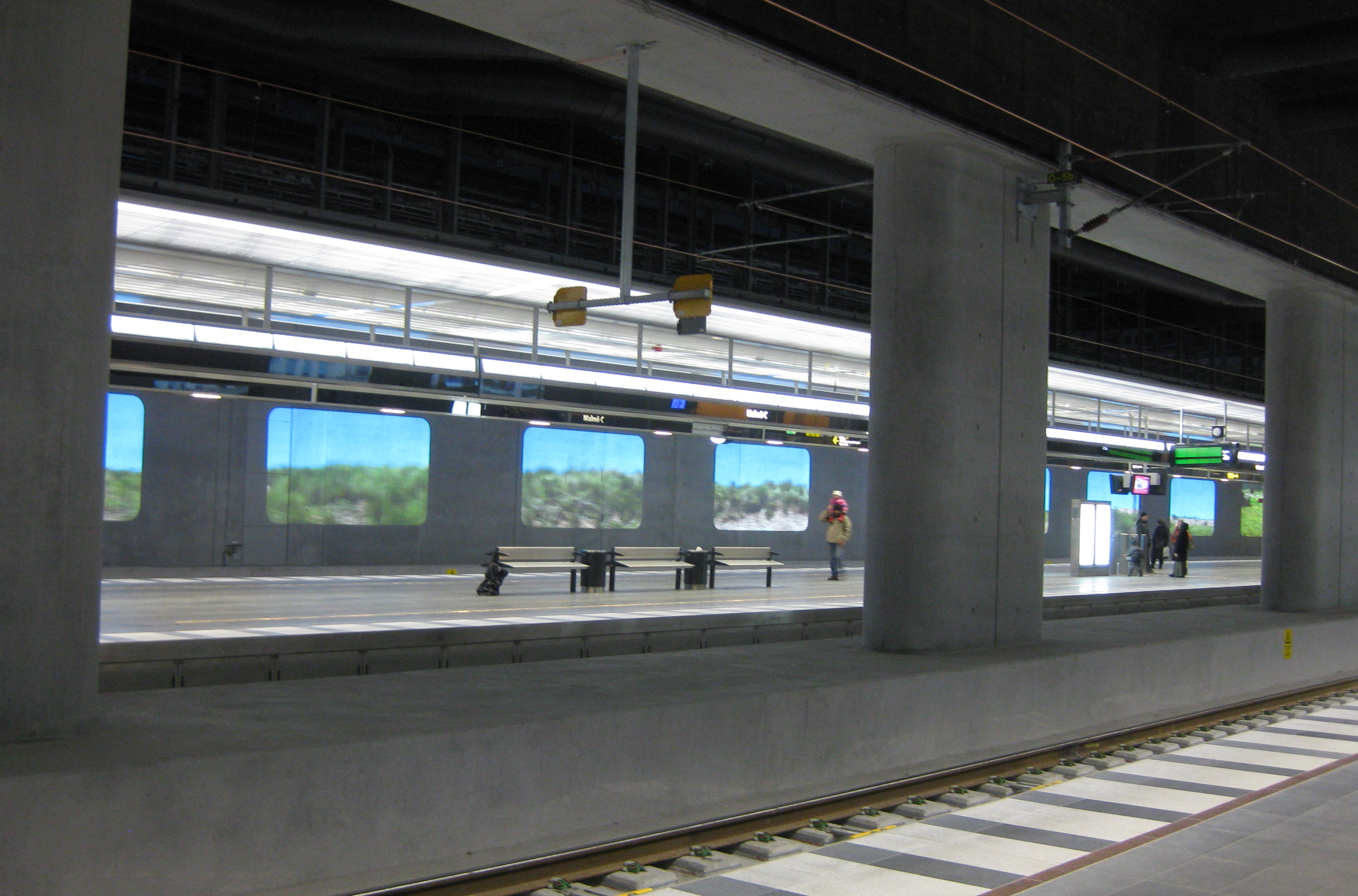
Malmö Central, Nedre.

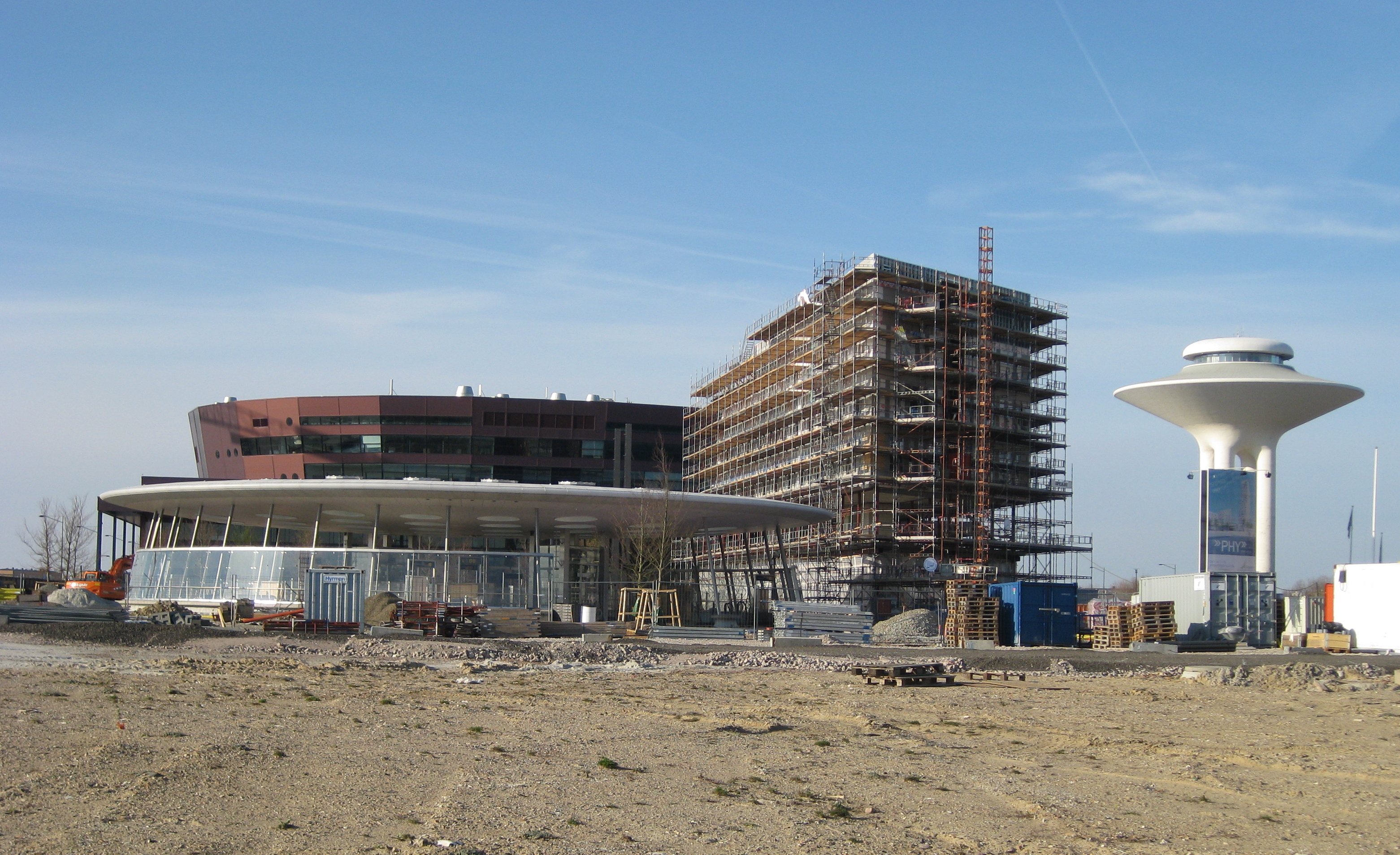
Stationsbyggnaden ovanför station Hyllie, ritad av Metro Arkitekter. Malmö Arena, Point Hyllie och Hyllie vattentorn i bakgrunden.

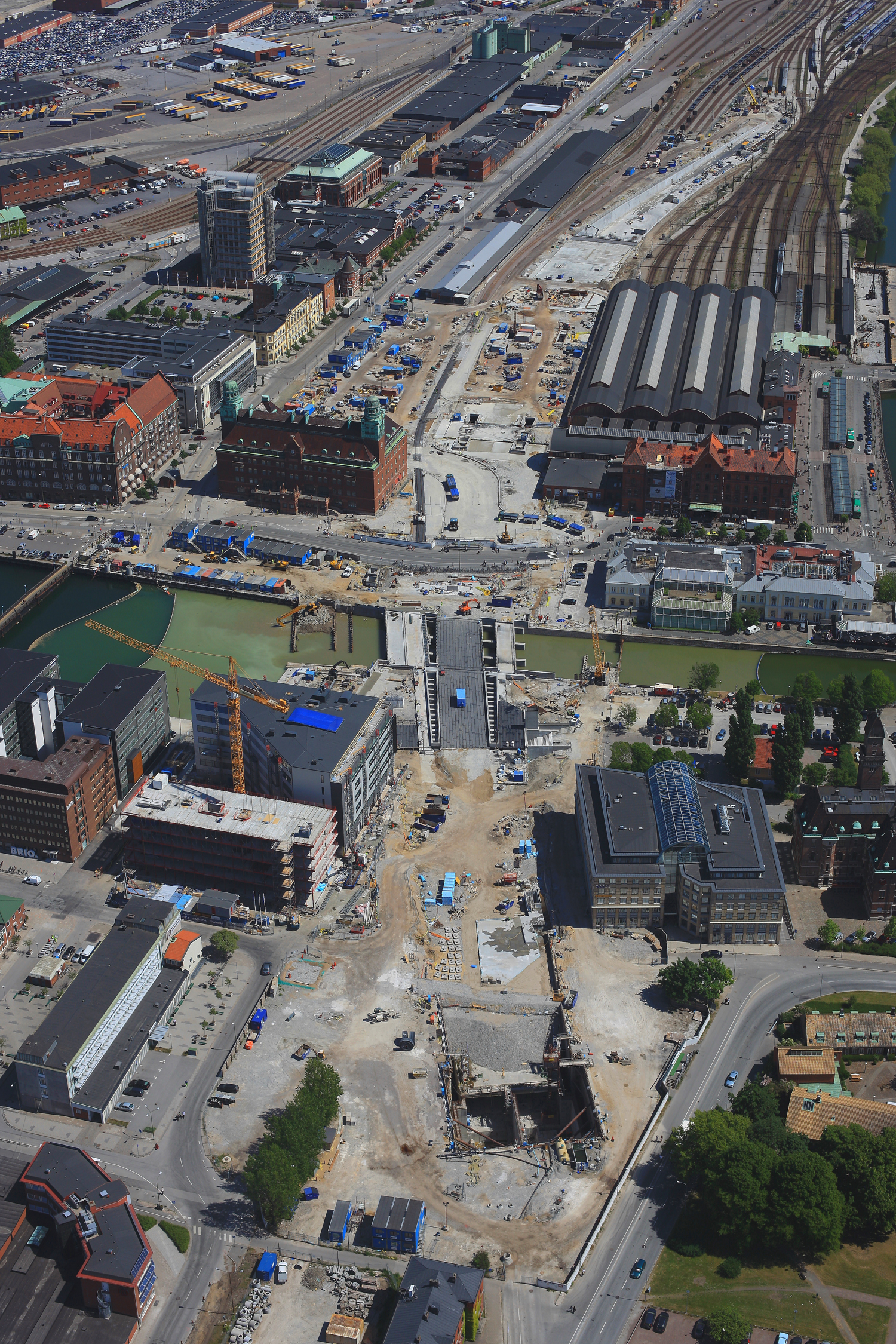
Området vid Malmö C där den nya underjordiska stationsdelen, Malmö C Nedre, byggts. Foto Perry Nordeng.

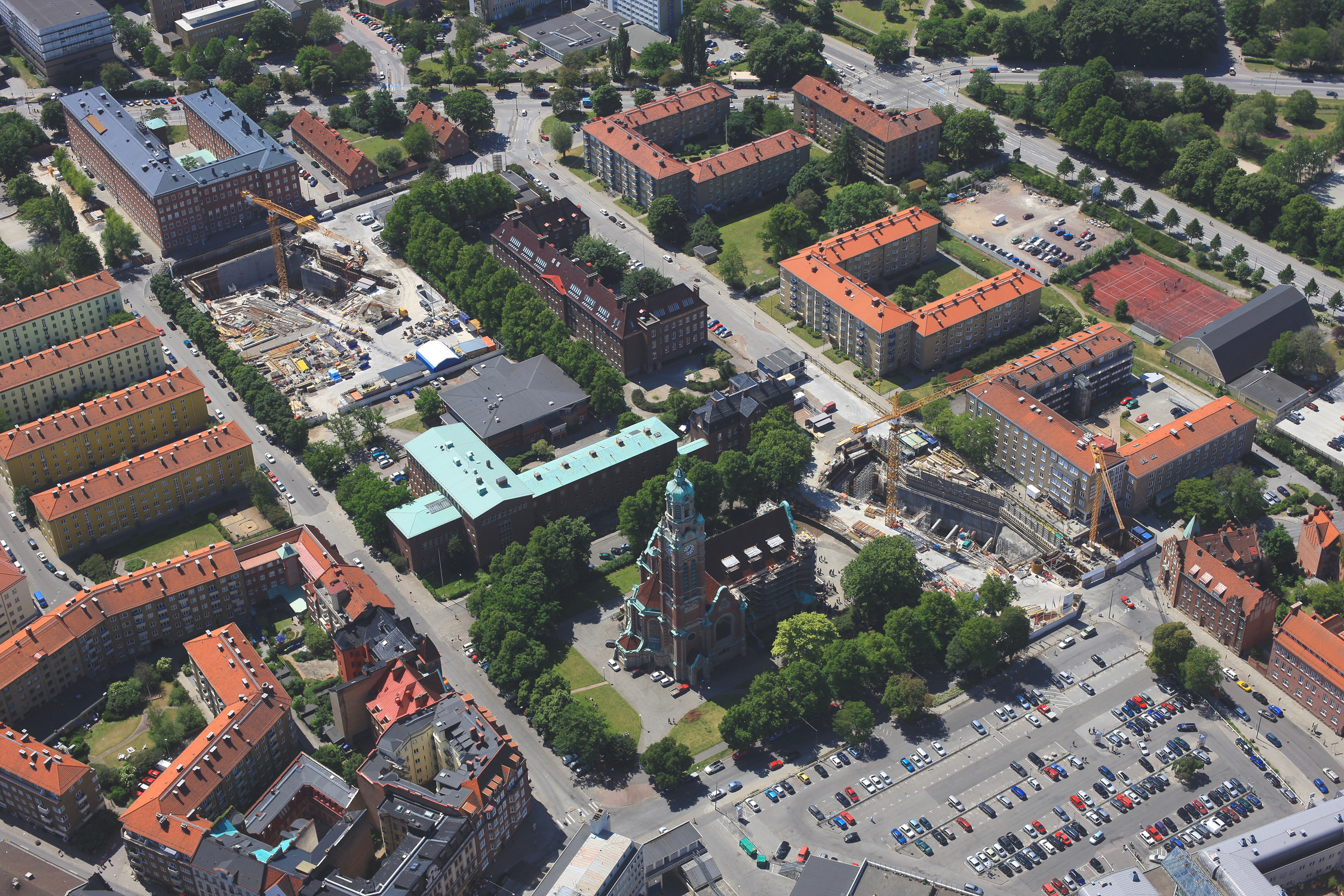
Citytunnelns arbetsområde vid Triangeln. Sankt Johannes kyrka i förgrunden. Foto Perry Nordeng.

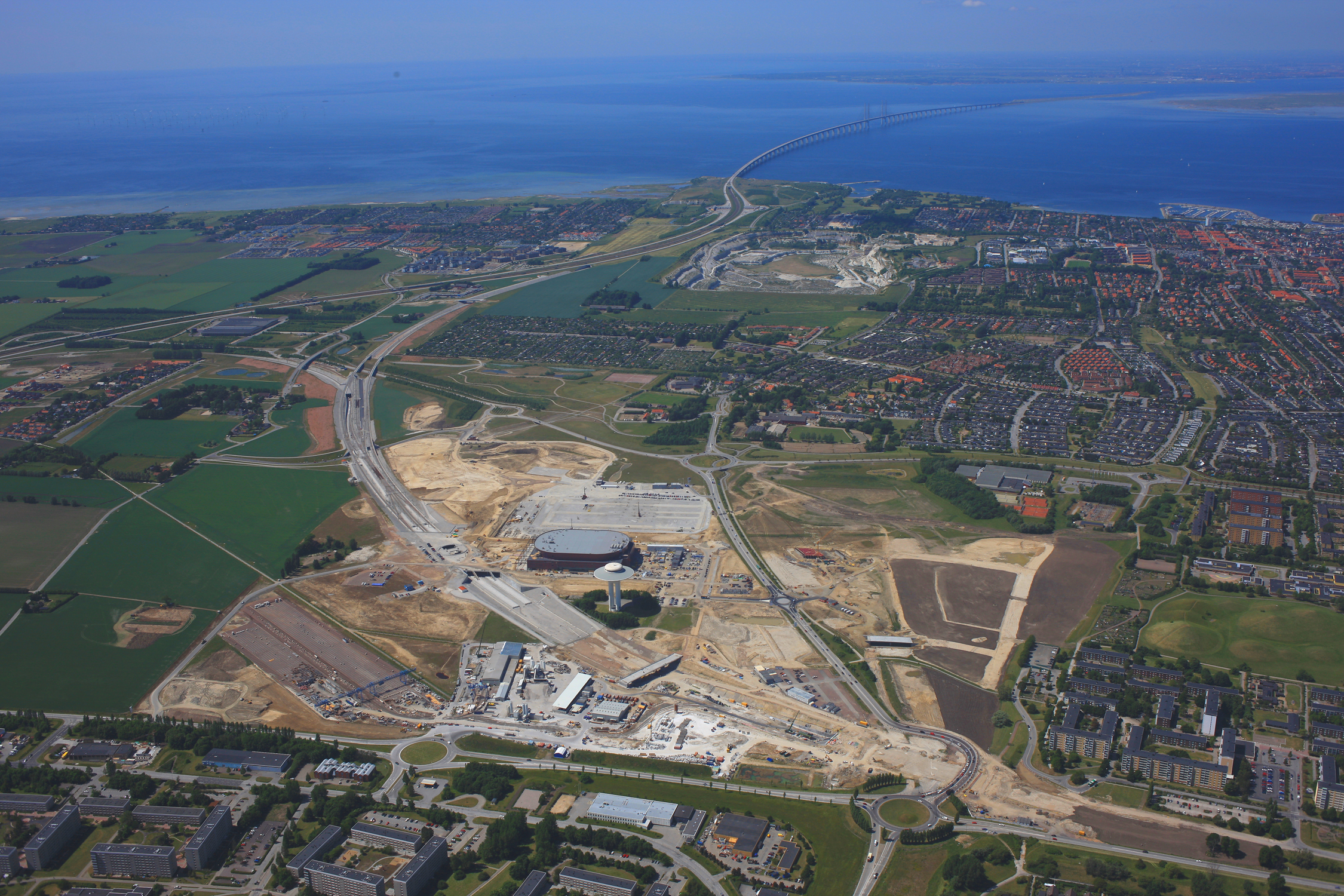
Citytunnelns arbetsområde vid Holma och Hyllie. Tunnelportalen och blivande station Hyllie. Öresundsbron i bakgrunden. Foto Perry Nordeng.

Citytunneln är en järnvägsförbindelse genom Malmö som började byggas 2005 och öppnades för trafik den 12 december 2010. Hela förbindelsen är 11 kilometer (Malmö C nedre-Vintrie), varav knappt 6 kilometer är tunnel under centrala Malmö. Med erforderliga anslutningar till befintliga spår uppgick den sammanlagda spårlängden till 17 km. Sträckan har två underjordiska stationer, station Malmö C (ett underjordiskt plan) samt Triangelns station. Vidare har Hyllie station byggts i anslutning till tunneln. Stationen i Hyllie ersatte Svågertorps station som sista/första station på den svenska sidan av Öresundsförbindelsen.

## Bakgrund
1991 träffades den första överenskommelsen om en tågförbindelse genom Malmö med anslutning till den kommande Öresundsförbindelsen. 1995 fick Svedab AB (Svensk-Danska Broförbindelsen) i uppdrag att utreda teknik och kostnader för olika alternativ. 1998, när Citytunnelkonsortiet bildats, startade projekteringen av den så kallade tunnellösningen. Byggnationen påbörjades i mars 2005. Den officiella invigningen av Citytunneln hölls lördagen den 11 december 2010 och den nya tågförbindelsen togs i reguljär drift natten mot den 12 december . 
Tunnelns främsta uppgift är att göra Malmö centralstation till en genomfartsstation (vilket möjliggör mer tågtrafik i hela Skåne och över Öresundsbron), skapa nya stationer i Malmö, avlasta Kontinentalbanan från persontrafik, öka upptagningsområdet för Öresundstrafik, samt knyta samman tågtrafik från Söderslätt med Öresundstågstrafiken. Genom öppnandet av den helt nya underjordiska Triangelns station förkortades restiderna från Skånes städer till södra delarna av centrala Malmö med närhet till bland annat Skånes universitetssjukhus. Malmö fick därigenom två stationer i centrum, varav Triangelns station är den som har flest arbetsplatser och bostäder i sin närhet. En ny station byggdes även i Hyllie, söder om centrala Malmö. Malmö C byggdes till med en underjordisk stationsdel och blev en station med genomgående trafik vilket ökade stationens kapacitet avsevärt.

### Bygget
Bygget av Citytunneln inleddes 8 mars 2005. Tre stora arbetsplatser etablerades vid Malmö C, Triangeln och Holma/Hyllie. I slutet av 2006 etablerades också arbetsplatsen vid byn Lockarp där förbindelsespår mot Ystad och Trelleborg byggs.
Den underjordiska stationsdelen vid Malmö C byggdes i ett nära en kilometer långt öppet dike som sedan fylldes igen, s.k. "öppet schakt". För att minimera trafikstörningar i området gjordes det omfattande och tidskrävande arbetet i etapper.
För att bygga station Triangeln grävdes två cirka 25 meter djupa vertikala schakt i norra och södra delen av arbetsområdet. Från de två vertikala schakten frästes sedan ett bergrum ut i sid- och höjdled. Det gjordes med en roadheader, en maskin utrustad med ett roterande fräshuvud på en teleskoparm. Därefter vidtog arbetet med de betongkonstruktioner som gett bergrummet dess slutliga form och utseende.
Station Hyllie byggdes i ett cirka 7 meter djupt schakt vid Hyllie vattentorn. Valvet som täcker stationen utgör den nya stadsdelen Hyllies torg.
Projektets tunneldel borrades till stora delar av två tunnelborrmaskiner. Tunnelborrningen inleddes i november 2006 respektive februari 2007. Den 25 mars 2008 kom den ena tunnelborrmaskinen, Anna, fram till Malmö C och den 21 april bröt den andra borrmaskinen, Katrin, genom betongväggen vid centralen.

### Kostnad
1992 beräknade Malmö stad att Citytunneln skulle kosta 3,4 miljarder kronor. Åren därpå räknades kostnaden upp vid flera tillfällen för att vid byggstart 2005 landa på ca 9,5 miljarder kronor i 2001 års penningvärde. Enligt en slutkostnadsberäkning som presenterades 30 november 2009 skulle kostnaden för Citytunneln bli 8,565 miljarder kronor i 2001 års penningvärde. Det är nästan en miljard lägre än den budget (9,450 Mkr) som fastställdes strax innan byggstart 2005, då upphandlingen av de stora kontrakten var klara samt den omfattande miljöprövningen avslutad. I september 2012 fick dock Banverket skarp kritik av Riksrevisionen, som menar att kostnadsökningar i tidigare delar av projektet saknas i kostnadssammanställningen.

### Finansiering
I projektavtalet, som undertecknats av parterna, svenska staten, Banverket (nuvarande Trafikverket), SJ, Malmö stad och Region Skåne, reglerades hur stor andel som var och en skulle betala. Dessutom bidrog EU till finansieringen.
Efter den nya kostnadsberäkningen justerades den i avtalet reglerade finansieringen. Trafikverkets andel blev då cirka 6 miljarder svenska kronor, Region Skånes drygt 800 miljoner och Malmö stads drygt en miljard. EU:s bidrag blev närmare 700 miljoner. Den nya exakta fördelningen fastställs under 2010.

### Entreprenader
Följande entreprenader/entreprenörer var inblandade i bygget av Citytunnelprojektet:
- E101, Malmö C Nedre, NCC
- E201, Tunnlar och bergrum, Malmö Citytunnel Group (MCG)
- E306, SCADA, ITV och Brandlarm, Goodtech Projects & Services AB, se Goodtech
- E308, Järnvägstekniska Installationer, Infranord
- E400, Bygg, NCC. Denna entreprenad inkluderade E400-E410 genom en generalentreprenad.

## Trafik

### Tidsvinster
Restiden från Malmö C till Köpenhamns Hovedbanegård är 33 minuter, en minskning från tidigare 35 minuter. Tiden förkortades avsevärt av den kortare sträckan men förlängdes av två extra stationer (Triangeln och Hyllie) med många på- och avstigande.
Största tidsvinsten är det för resor till och från Triangeln, som är en centralt belägen plats i Malmö. Tidsvinsten är 15-25 minuter. Från orter norr om Malmö är det en tidsvinst på cirka 10 minuter till Köpenhamn.
Malmö centralstation var tidigare enbart en säckstation och tågen måste därför vändas innan vidare färd, vilket föranledde uppehåll på mellan 5 och 10 minuter. När Citytunneln blev färdig så förvandlades centralstationen till genomgångsstation och därmed kunde uppehållet för Öresundstågen på Malmö centralstation minskas till 2-3 minuter. Ytterligare kapacitetsökningar har skett efter bygget då sträckan mellan Malmö och Lund har byggts ut till fyra spår.
En genomgångsstation har betydligt högre kapacitet än en säckstation och det är en viktig motivering till bygget. Det var svårt att öka antal persontåg i Skåne som Malmö centralstation var utformad. Man var redan 2007 tvungen att köra extratåg mellan Malmö Syd Svågertorp och Danmark.

### Lönsamhet
Enligt samhällsekonomiska analyser utförda vid CTEK, Centrum för Transportekonomi, skulle citytunnelprojektet ge ett resultat från svagt negativt till svagt positivt, mest troligt bära sin kostnad. Enligt Banverkets egen resandeprognos skulle projektet inte bli lönsamt. Man bör här observera, att dessa beräkningar blev utförda 2001, då den uppskattade kostnaden - baserad på detta års penningvärde - låg på 8 miljarder kronor. Sedan 2000-talets början har det skett en kraftig ökning av de lokala och regionala tågresorna, vilket gör kalkylerna från 2001 mycket osäkra.
Banverket reviderade i april 2008 sina prognoser av resandeutvecklingen i rapporten "Prognos 2010 och verklig utveckling". I den står det bland annat att "...den samhällsekonomiska lönsamheten för många järnvägsprojekt i verkligheten kommer att överstiga de som tidigare beräknats." Rapporten togs fram som en del av underlaget inför åtgärdsplaneringen för infrastrukturinvesteringar inom transportsektorn 2010-2021.

### Trafikreglering
Tågen i Citytunneln kommer i framtiden att styras av ERTMS. Systemet är ett europeiskt standardsystem och skall bland annat att underlätta för tågtrafik över nationsgränser. Enligt ett EU-direktiv ska alla nybyggda banor i Europa införa ERTMS, övriga järnvägar ska successivt anpassas till det nya systemet. 
På grund av försening när det gäller utrustningen för anpassning av tåg med ERTMS till de svenska och danska äldre systemen finns det en tillfällig lösning med ATC sedan Citytunneln togs drift i december 2010. Särskilt anpassning av tåg till danskt äldre system är försenat. Under 2014-2015 (preliminärt), när samtliga tåg som ska trafikera Citytunneln är ombyggda, tas ATC-lösningen bort och ERTMS driftsätts istället . Eftersom ERTMS redan ska vara installerad och utprovad kan bytet av signalanläggning ske över en natt.

### Tekniska krav
För att ett tåg ska få gå genom Citytunneln måste det uppfylla speciella krav. Godståg och dieseltåg får inte gå på sträckan annat än i undantagsfall och passagerartåg måste bland annat ha nödbromsöverbryggning. Därför får inte de gamla pågatågen gå genom tunneln. Istället har de gamla pågatågen ersätts av en ny tågtyp som klarar kraven (X61, kostnad 2 miljarder kronor). De gamla pågatågen X11 fick dock gå genom tunneln på dispens med krav att det finns personal i de båda vagnsdelarna som omedelbart kan återställa en utlöst nödbroms. Samtliga X2000-fordon har idag nödbromsöverbryggning/blockering, dock är det endast typ X2K, som får går i Danmark, som i praktiken trafikerar citytunneln. De är ombyggda med bland annat dansk ATC, tågradio mm vilket krävs för att få köra på dansk järnväg. Även X31 som används i Öresundstågen uppfyller kraven för Citytunneln och dansk järnväg.

### Översvämningsskydd
Under stormen Sven den 6 december 2013 var Citytunneln 15 centimeter från att översvämmas. Incidenten ledde till ett möte med alla aktörer kring Citytunneln för att diskutera om skyddet behövde förstärkas, t.ex. med invallning av några entréer.